# Tauriphila xiphea
Tauriphila xiphea is een libellensoort uit de familie van de korenbouten (Libellulidae), onderorde echte libellen (Anisoptera).
De wetenschappelijke naam Tauriphila xiphea is voor het eerst geldig gepubliceerd in 1913 door Ris.